# Virilità
Per virilità (dal latino virilitas, ovvero mascolinità o virilità, che deriva dal latino vir, uomo) si intende la condizione che denota lo sviluppo completo e armonico dell'organismo in relazione con lo stabilizzarsi di tutti i caratteri sessuali primitivi e secondari propri del maschio.

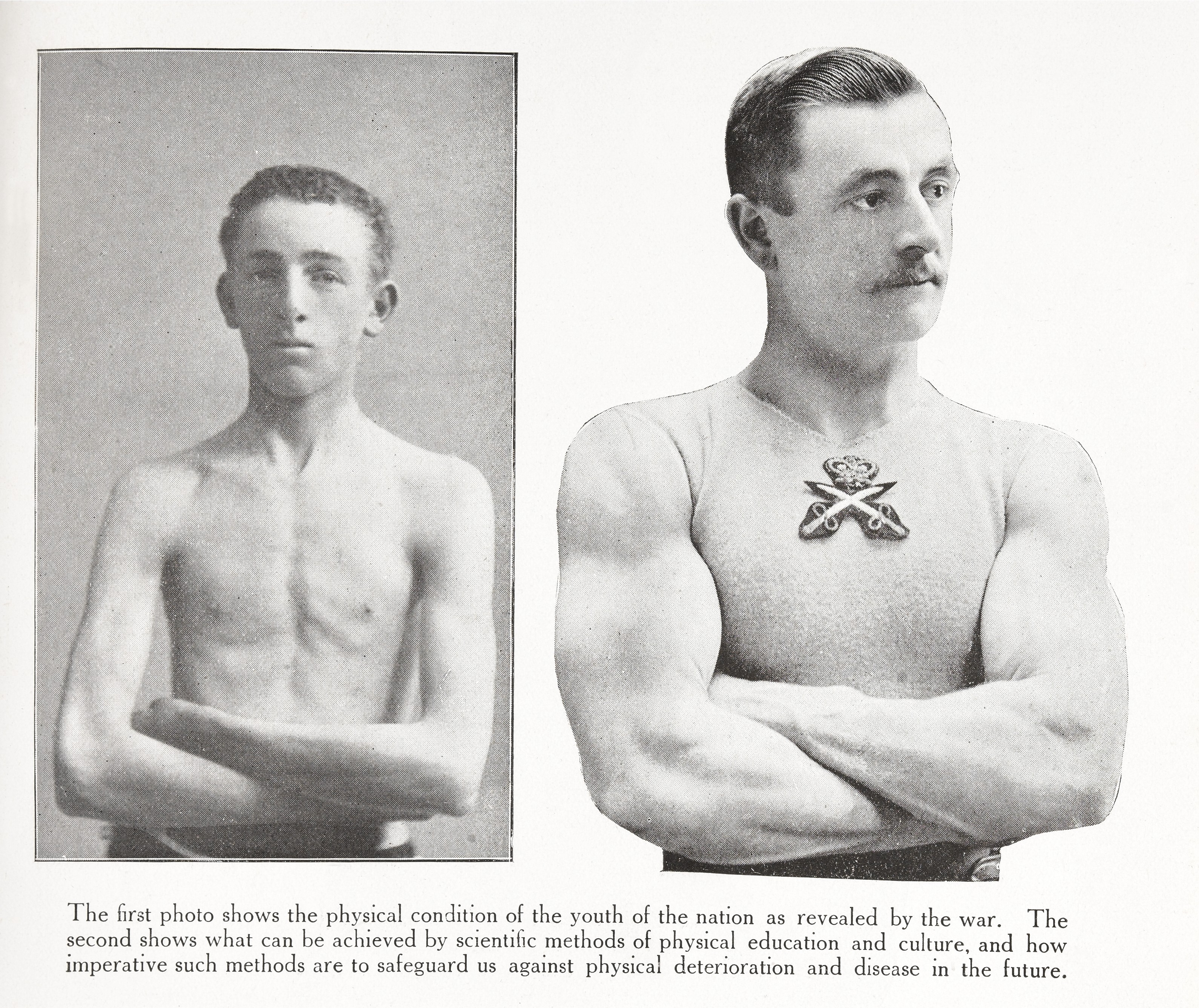
Confronto tra un ragazzo ancora immaturo e un giovane uomo nel suo pieno sviluppo virile.

Il termine può indicare più genericamente l'insieme delle qualità maschili come ad esempio la forza fisica, il vigore, la salute e la costituzione fisica. In quest'ultimo senso, la virilità è per gli uomini come la fertilità è per le donne, diventando sinonimo dell'età adulta in cui un ragazzo raggiunge il suo pieno sviluppo psico-fisico.

## La virilità nella cultura
Storicamente, alcuni attributi maschili come ad esempio la lunghezza della barba, sono stati visti come segni di virilità e leadership (ad esempio nell'antico Egitto e in Grecia).
Secondo Jean-Jacques Courtine, professore alla Sorbona, il sentimento di virilità è storicamente basato su tre valori: forza fisica, poi coraggio, eroismo guerriero, mascolinità egemonica e infine potere sessuale.